# Doratura ivanovi
Doratura ivanovi är en insektsart som beskrevs av Kusnezov 1928. Doratura ivanovi ingår i släktet Doratura och familjen dvärgstritar. Inga underarter finns listade i Catalogue of Life.